# Eupodes longisetatus
Eupodes longisetatus är en spindeldjursart som beskrevs av Strandtmann 1964. Eupodes longisetatus ingår i släktet Eupodes och familjen Eupodidae. Inga underarter finns listade i Catalogue of Life.